# Daniil Koroljov
Daniil Koroljov (Tallinn, 11 december 1999) is een Estisch voetballer die speelt als doelman.

## Carrière
Koroljov speelde voor de jeugd van JK Kalev Tallinn, bij deze ploeg maakte hij in 2017 zijn profdebuut.
Hij speelde al voor de jeugdteams van Estland.

## Statistieken
| Seizoen         | Club             | Land             | Competitie      | Competitie | Competitie | Beker | Beker | Europees | Europees | Totaal | Totaal |
| Seizoen         | Club             | Land             | Competitie      | Wed.       | Dlp.       | Wed.  | Dlp.  | Wed.     | Dlp.     | Wed.   | Dlp.   |
| --------------- | ---------------- | ---------------- | --------------- | ---------- | ---------- | ----- | ----- | -------- | -------- | ------ | ------ |
| 2017            | JK Kalev Tallinn | Vlag van Estland | Esiliiga        | 2          | 0          | 0     | 0     | —        | —        | 2      | 0      |
| 2018            | JK Kalev Tallinn | Vlag van Estland | Meistriliiga    | 17         | 0          | 0     | 0     | —        | —        | 17     | 0      |
| 2019            | JK Kalev Tallinn | Vlag van Estland | Meistriliiga    | 5          | 0          | 1     | 0     | —        | —        | 6      | 0      |
| 2020            | JK Kalev Tallinn | Vlag van Estland | Meistriliiga    | 1          | 0          | 0     | 0     | —        | —        | 1      | 0      |
| 2021            | JK Kalev Tallinn | Vlag van Estland | Esiliiga        | 29         | 0          | 1     | 0     | —        | —        | 30     | 0      |
| 2022            | JK Kalev Tallinn | Vlag van Estland | Meistriliiga    | 0          | 0          | 1     | 0     | —        | —        | 1      | 0      |
| Carrière totaal | Carrière totaal  | Carrière totaal  | Carrière totaal | 54         | 0          | 3     | 0     | 0        | 0        | 57     | 0      |